# Tourist Trophy (Computerspiel)
Tourist Trophy – The Real Riding Simulator ist ein Motorradrennspiel für die PlayStation 2.

## Entwicklung
Tourist Trophy wurde von Polyphony Digital programmiert, welche sich in der Vergangenheit schon mit anderen Rennspielen wie Gran Turismo befasst haben. Am 26. Januar 2006 wurde es zuerst in China veröffentlicht, am 2. Februar 2006 in Japan. Mit zusätzlicher Hintergrundmusik und anderen Erweiterungen startete am 4. April 2006 in Nordamerika der Verkauf. In Europa wurde es am 30. Mai, in Australien am 1. Juni 2006 veröffentlicht.

## Rennstrecken
Tourist Trophy beinhaltet 35 Strecken, wobei der überwiegende Teil der Strecken real ist. Wie bei Gran Turismo 4 kann man auf den realen Rennstrecken wie zum Beispiel dem Twin Ring Motegi, dem Laguna Seca Raceway, der Nordschleife, dem Tsukuba Circuit, dem Suzuka International Racing Course, dem Fuji Speedway und auf dem Infineon Raceway fahren. Neu hinzugekommen in Tourist Trophy ist lediglich der Circuit Ricardo Tormo. Weiterhin gibt es mehrere Stadtstrecken in Tokio, Seoul, Hongkong, Seattle, Amalfi, New York und in Monaco.

## Fahrzeuge und Ausstattung
Viel Aufmerksamkeit wurde in Tourist Trophy darauf gelegt, dass das Spiel möglichst realitätsnah gestaltet ist. Mehr als 100 Motorräder der Marken Suzuki, Yamaha, Triumph, Honda, BMW, Aprilia, Buell, Ducati, Kawasaki, und MV Agusta wurden in das Spiel integriert. Es ist möglich, die Einstellungen der Aufhängung, Bremsen und des Getriebes zu verändern. Die Reifenmischung kann ebenfalls bestimmt werden.

### Motorradkleidung
Im Karrieremodus kann der Spieler seinen virtuellen Fahrer neu einkleiden. Dazu gibt es verschiedene Helme, Handschuhe und Motorradanzüge der Marken agv, Arai, Bell, Shoei, Simpson, Kushitani, RS Taichi, Dainese, spidi, Alpinestars und XPD.

## Spielmodi

### Arcade-Modus
Im Arcade-Modus hat der Spieler die Möglichkeit ein Zeitrennen zu bestreiten, gegen Computergegner oder durch Benutzung eines Split Screens gegen einen zweiten Spieler anzutreten.

### Karrieremodus
Der Karrieremodus wurde aus Gran Turismo 4 übernommen, es diente als Spiel-Engine. Der Spieler hat die Aufgabe sich bessere Fahrzeuge zu beschaffen, indem er Rennen bestreitet. Im Vergleich zu Gran Turismo 4 kann man jedoch kein Geld, sondern lediglich neue Motorräder und Rennanzüge gewinnen. Zu Beginn ist es notwendig Fahrlizenzen zu erspielen, um an Meisterschaften und Rennen teilnehmen zu können. In diesem Karrieremodus eingebunden ist auch der Herausforderungsmodus. Das Ziel in diesem Modus ist es, in verschiedenen Rennen den Gegner für mindestens zehn Sekunden zu überholen oder das Rennen zu gewinnen, um neue Maschinen zu erhalten. In der Garage kann der Spieler den Spielstand speichern und die Maschinen wechseln.

### Fotomodus
Übernommen aus Gran Turismo 4 wurde auch der Fotomodus. Es besteht die Möglichkeit einzelne Bilder aus Wiederholungen auf der PlayStation 2 Memory Card oder einem angeschlossenen USB-Stick zu speichern. Die Bilder können auch in einem integrierten Diashow-Modus betrachtet werden.

## Kritik
Viel kritisiert wurde Tourist Trophy dadurch, dass an einem Rennen maximal vier Spieler (inklusive Computergegner) teilnehmen können. Auch die KI der Gegner beispielsweise beim Überholen war nicht ausreichend. Wie sonst bei Gran Turismo üblich, ist bei Tourist Trophy kein Onlinemodus vorhanden. Weiterhin wurde das fehlende Schadensmodell und die nicht wechselnden Witterungsverhältnisse bemängelt. Im Vergleich zu Gran Turismo 4 wurde lediglich eine neue Strecke hinzugefügt während einige Strecken nur minimal verändert wurden. Dadurch zog das Entwicklerteam viel Unmut der Spieler auf sich. Das Onlinemagazin 4Players bewertete das Spiel mit 72 % (befriedigend).